# Trophée Robert-Schmertz
Le trophée commémoratif Robert-Schmertz (en anglais : Robert Schmertz Memorial Trophy) est une récompense qui était remise annuellement au meilleur entraîneur de hockey sur glace de la saison dans l'Association mondiale de hockey.
Originellement nommé trophée Howard-Baldwin, en l'honneur du cofondateur de la franchise des Whalers de la Nouvelle-Angleterre, le trophée est renommé Robert-Schmertz à partir de la saison 1974-1975.

## Entraîneurs récompensés
- 1973 – John Kelley (en), Whalers de la Nouvelle-Angleterre
- 1974 – William Harris (en), Toros de Toronto
- 1975 – Alex Hucul (en), Roadrunners de Phoenix
- 1976 – Robert Kromm, Jets de Winnipeg
- 1977 – William Dineen, Aeros de Houston
- 1978 – William Dineen, Aeros de Houston
- 1979 – John Brophy (en), Bulls de Birmingham